# Le Puy, Doubs
Le Puy là một xã của tỉnh Doubs, thuộc vùng Bourgogne-Franche-Comté, miền đông nước Pháp.

## Dân số
| 1962                            | 1968 | 1975 | 1982 | 1990 | 1999 | 2006 | 2008 | 2011 | 2013 |
| ------------------------------- | ---- | ---- | ---- | ---- | ---- | ---- | ---- | ---- | ---- |
| 48                              | 41   | 35   | 45   | 48   | 46   | 67   | 81   | 93   | 109  |
| Thống kê dân số không trùng lặp |      |      |      |      |      |      |      |      |      |